# Ganymedes (mythologie)

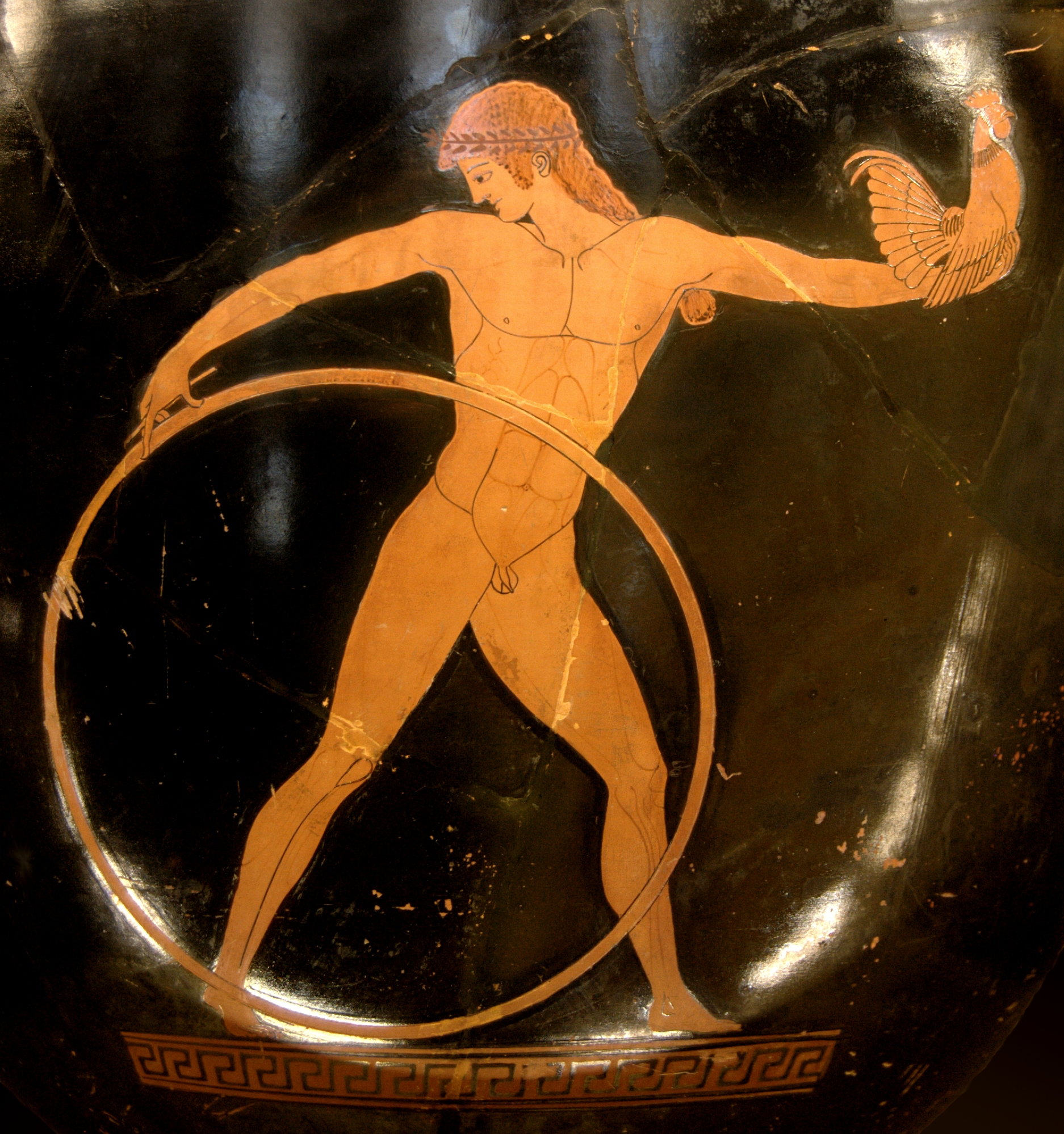
Ganymedes met een haan en een hoepel (ca. 500 v.Chr.)

Ganymedes (Oudgrieks: Γανυμήδης; Latijn: Ganymedes of Catamitus, waarvan het woord catamiet, schandjongen, is afgeleid) is een figuur uit de Griekse mythologie. Hij was de zoon van koning Tros, de stichter van Troje, en de herder van het vee van zijn vader. De goden lieten een oogje op hem vallen omdat hij - zoals Homerus zegt - 'de mooiste van de stervelingen' was (Ilias 20, 233). Homerus vertelt dat zijn vader als vergoeding een aantal paarden van Zeus kreeg (Ilias 5, 265-267). In latere versies wordt het een homo-erotisch verhaal en is het Zeus zelf die in liefde voor de jongen ontbrandde toen hij hem een kudde schapen zag weiden op de berg Ida. Hij roofde hem met behulp van een adelaar en in de laatste versie zelfs in de gedaante van een adelaar en bracht hem naar de Olympus waar de jongen wijnschenker werd. Deze laatste versie is te lezen in de Metamorfoses van Ovidius (XI, 765), die later de bekendste bron voor het verhaal vormde.
Ook in de Middeleeuwen werd Ganymedes nog opgevoerd, zoals in Ganymedes en Helena waarin homoseksualiteit voor die tijd opmerkelijk open besproken wordt.

## Ganymedes als motief in de kunst
De figuur van Ganymedes met de adelaar is vaak afgebeeld in de kunst, speciaal in de renaissance en de barok. Het verhaal werd allegorisch uitgelegd en zou staan voor het verlangen van de menselijke ziel naar de vereniging met God, waarbij Ganymedes voor de menselijke ziel stond en Zeus voor God. Deze allegorische uitleg moet echter dikwijls slechts een voorwendsel zijn geweest om een homoërotische scène af te beelden. Heel verschillende benaderingen zijn te zien bij Correggio, Annibale Carracci, Gabriel Ferrier, Rubens en Rembrandt. Ook latere kunstenaars hebben het thema aangevat, zoals Thorvaldsen, Christian Wilhelm Allers en Hans von Marées. 

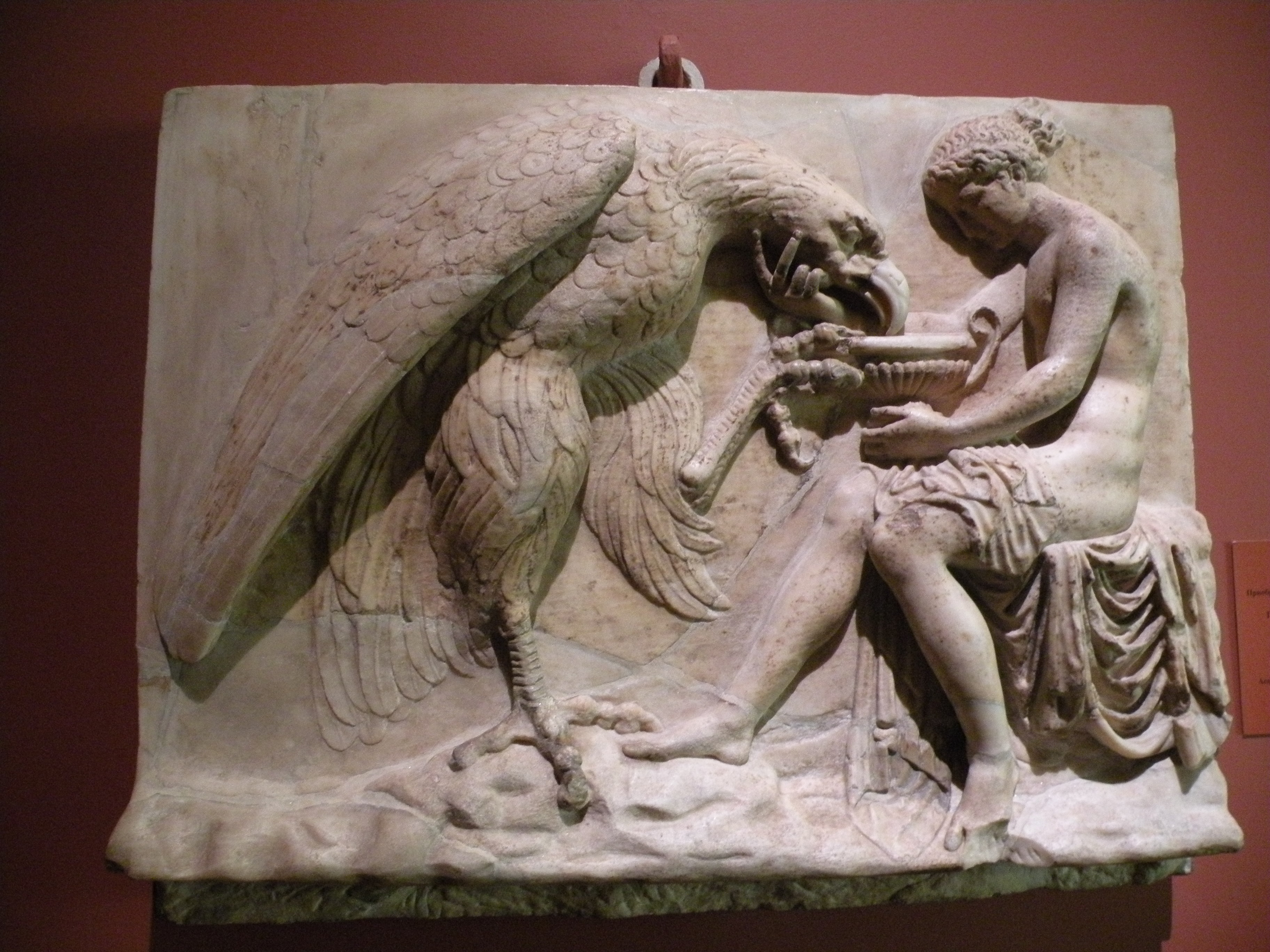
Ganymedes voedt de arend (1e-eeuws Romeins reliëf)
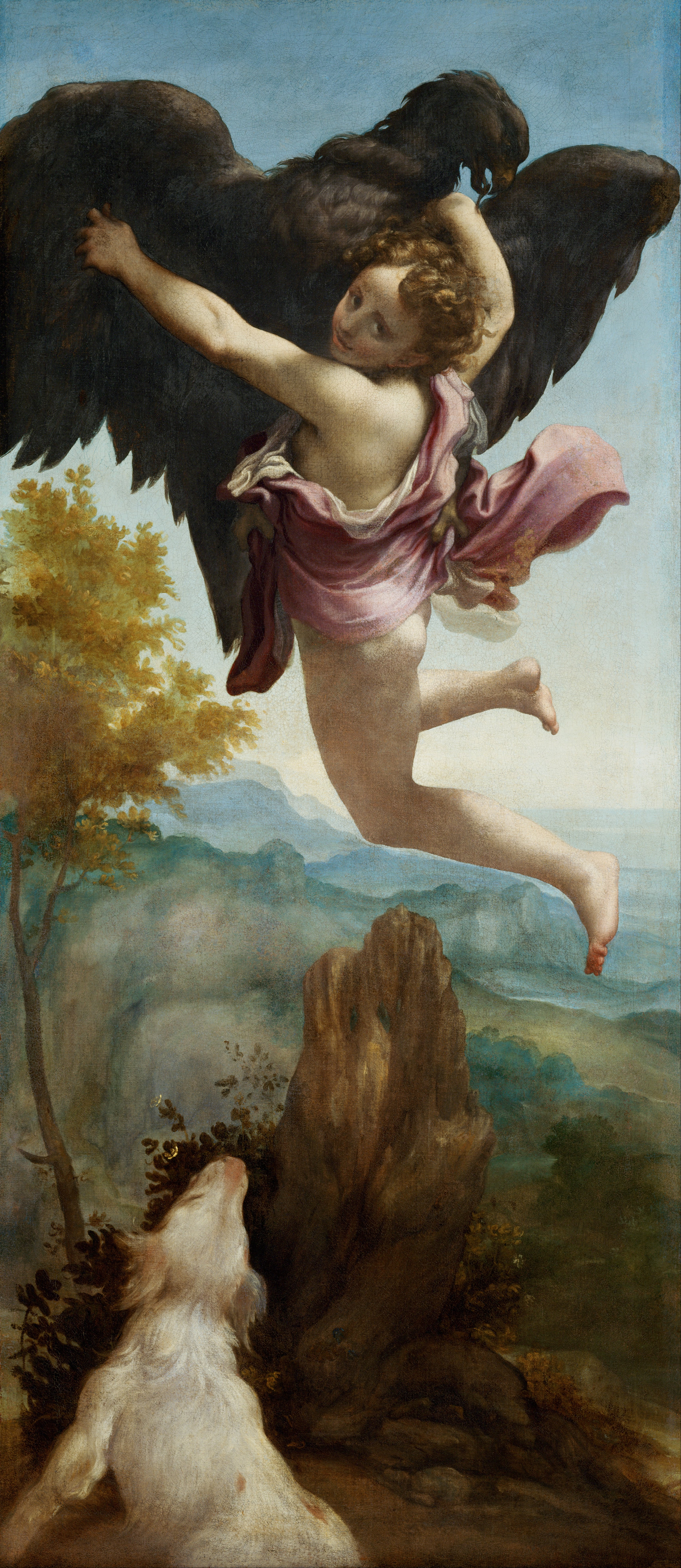
Ganymedes van Antonio da Correggio
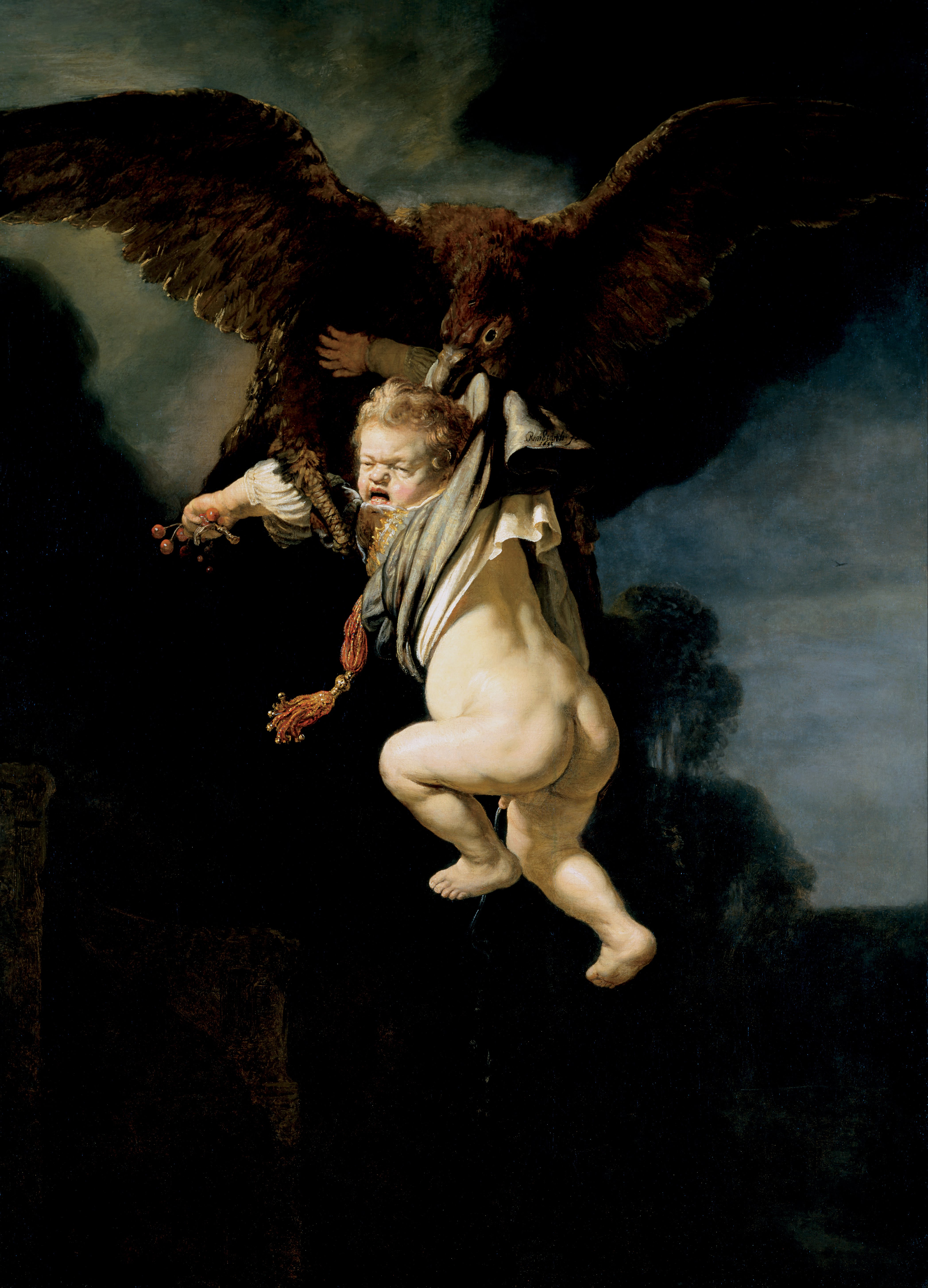
De ontvoering van Ganymedes Rembrandt van Rijn, 1635
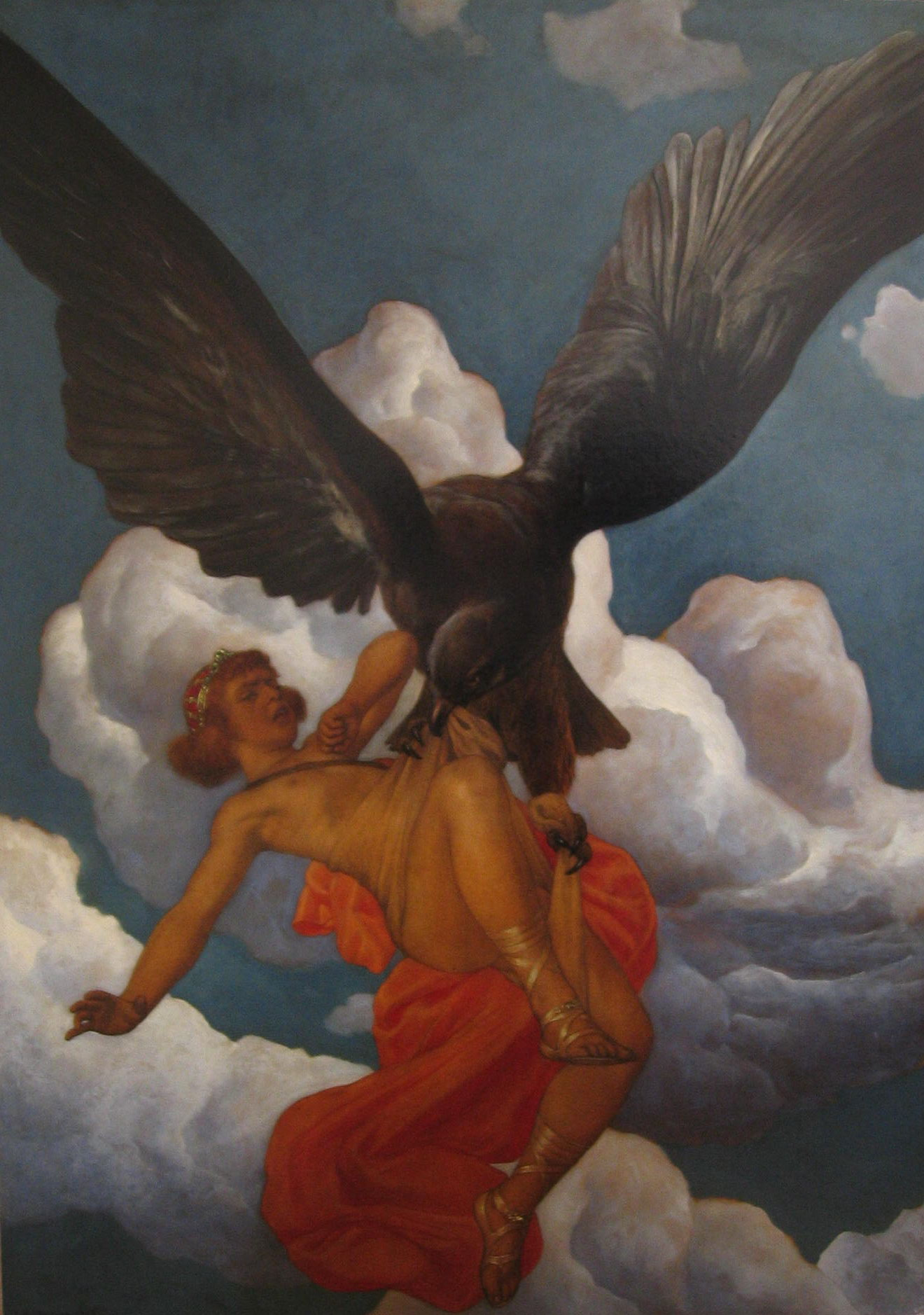
Ganimede Christian Wilhelm Allers, 1914
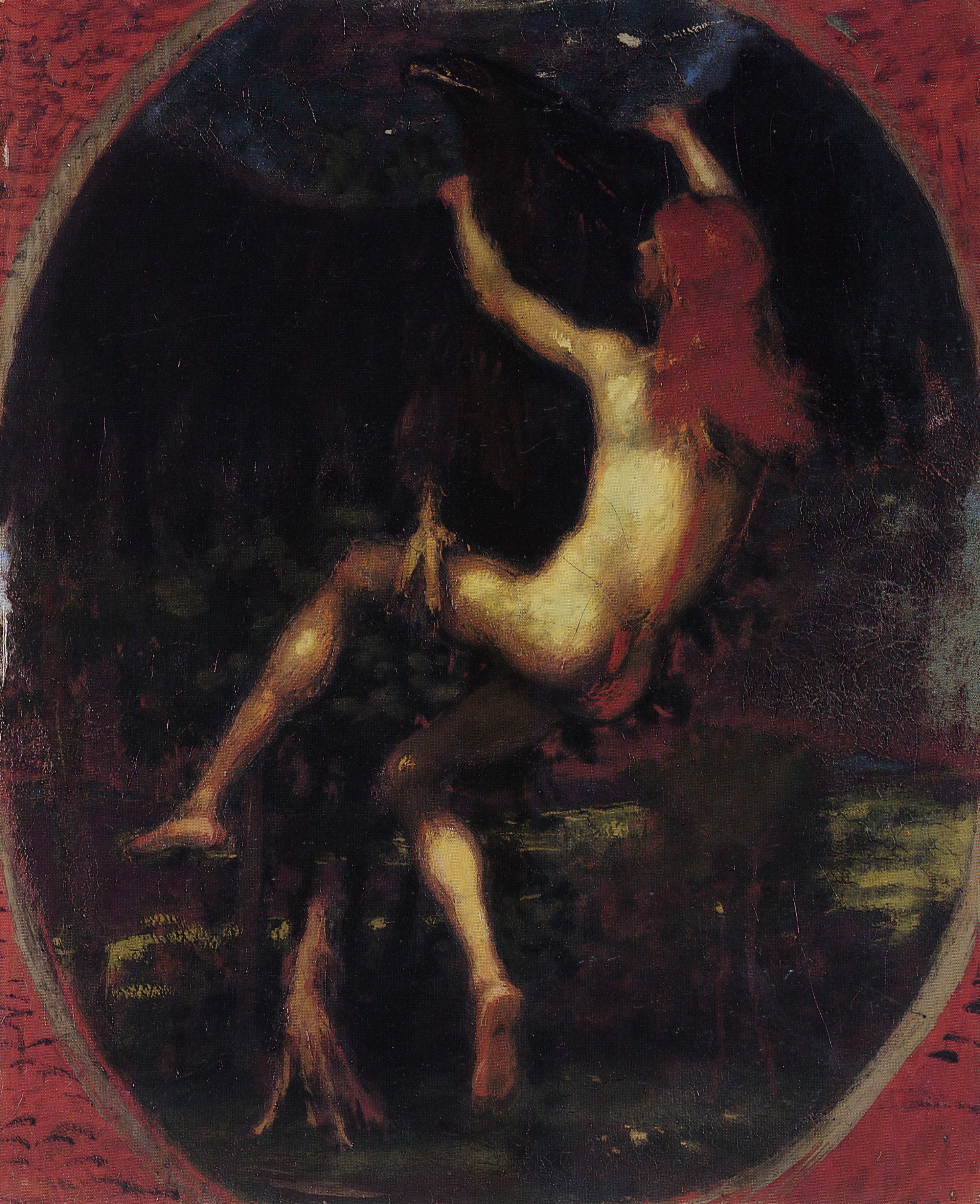
Die Entführung des Ganymed Hans von Marées, 1887
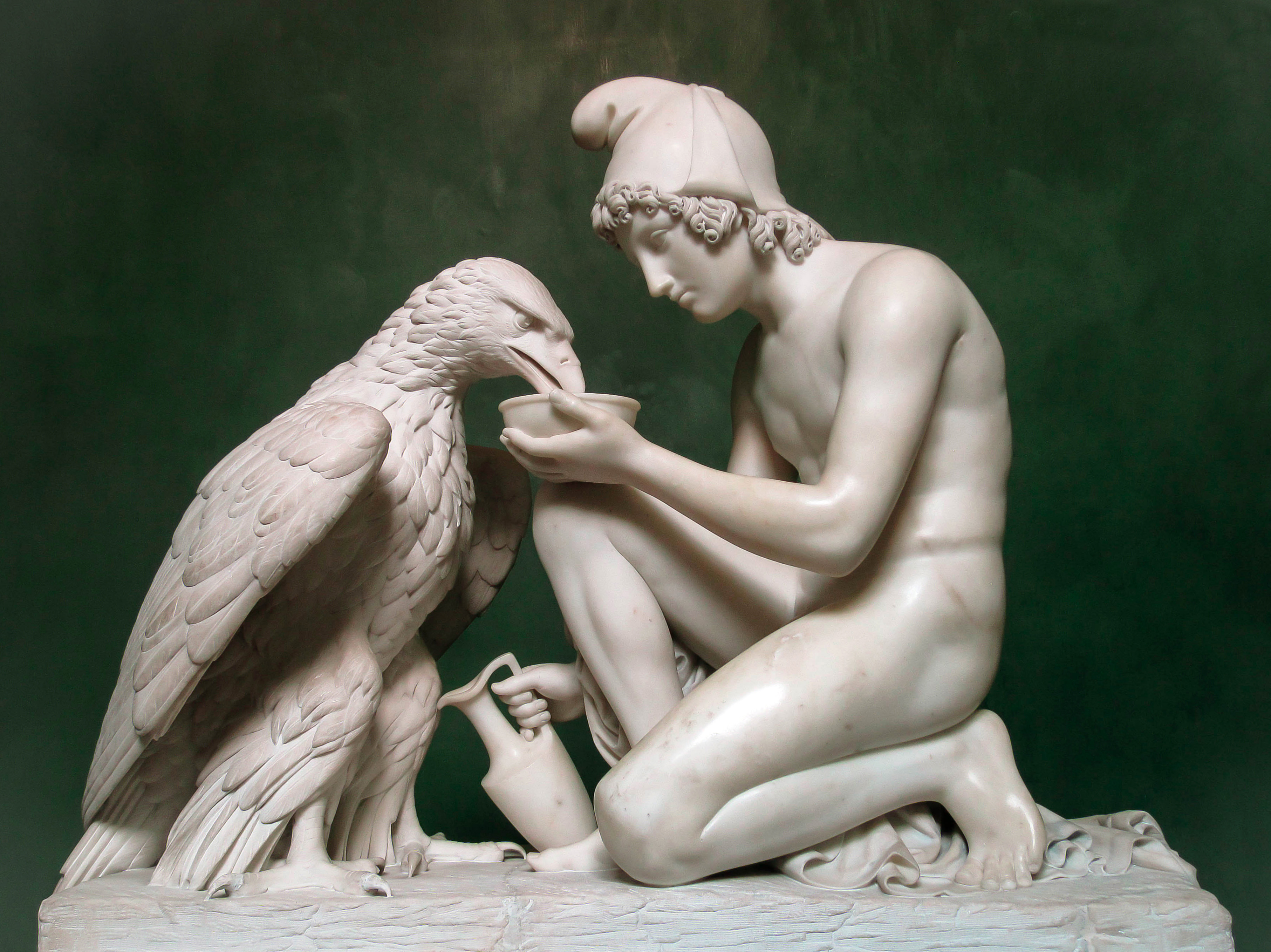
Ganimedes dorst de adelaar Zeus, Bertel Thorvaldsen 1817